# Đại học Cairo
Đại học Cairo (tiếng Ả Rập: جامعة القاهرة, đã Latinh hoá: Gām'et El Qāhira) là một trường đại học công lập của Ai Cập. Khuôn viên chính của nó nằm ở Giza, ngay bên sông Nin từ Cairo. Nó được thành lập vào ngày 21 tháng 12 năm 1908;  tuy nhiên, sau khi được đặt ở nhiều nơi khác nhau ở Cairo, các khoa của nó, bắt đầu với Khoa Nghệ thuật, được thành lập tại khuôn viên chính hiện tại của nó ở Giza vào tháng 10 năm 1929. Đây là tổ chức giáo dục đại học lâu đời thứ hai ở Ai Cập sau Đại học Al Azhar, bất chấp các trường chuyên nghiệp cao hơn trước đó đã trở thành trường cao đẳng cấu thành của trường đại học. Trường được thành lập và tài trợ với tên Đại học Ai Cập bởi một ủy ban của công dân tư nhân với sự bảo trợ của hoàng gia vào năm 1908 và trở thành một tổ chức nhà nước dưới thời vua Fuad I vào năm 1925. Năm 1940, bốn năm sau khi ông qua đời, Trường được đổi tên thành Đại học King Fuad I để vinh danh ông. Nó được đổi tên lần thứ hai sau cuộc cách mạng Ai Cập năm 1952.  Trường hiện đang tuyển sinh khoảng 155.000 sinh viên tại 20 khoa và 3 tổ chức. Đã có ba người đoạt giải Nobel là sinh viên tốt nghiệp tại trường này. Trường cũng là một trong 50 tổ chức giáo dục đại học lớn nhất thế giới bằng cách tuyển sinh.

## Lịch sử

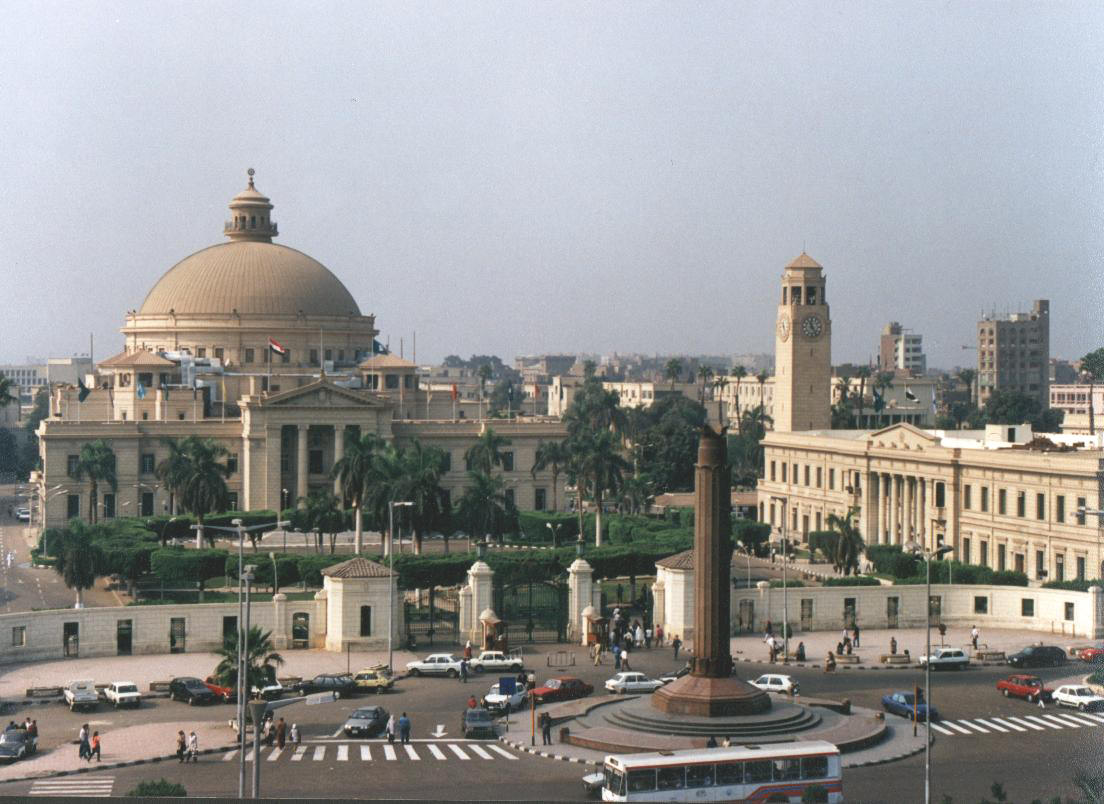
Đại học Cairo

Trường đại học này được thành lập vào ngày 21 tháng 12 năm 1908, là kết quả của nỗ lực thành lập một trung tâm quốc gia về giáo dục đại học. Một số trường đại học cấu thành trước khi thành lập trường đại học bao gồm Đại học Kỹ thuật (كلية الهندسة) vào năm 1816, bị đóng cửa bởi Khedive của Ai Cập và Sudan, Sa'id Pasha, vào năm 1854. Đại học Cairo được thành lập như một trường đại học dân sự lấy cảm hứng từ châu Âu, trái ngược với trường đại học tôn giáo Al Azhar, và trở thành mô hình bản địa chính cho các trường đại học nhà nước khác. Năm 1928, nhóm sinh viên nữ đầu tiên ghi danh tại trường đại học.

## Thành lập
Vào đầu thế kỷ, trí thức và nhân vật công cộng Ai Cập bắt đầu kêu gọi thành lập một viện giáo dục đại học Ai Cập để cung cấp một nền giáo dục chuyên nghiệp, hiện đại cho người Ai Cập. Quan chức người Armenia Yaqub Artin đã đưa ra tài liệu tham khảo được công bố đầu tiên để thành lập một trường đại học Ai Cập vào năm 1894. Trong một báo cáo, ông đề xuất "các trường chuyên nghiệp cao hơn hiện tại có thể cung cấp cơ sở cho một trường đại học."  Những trường cao hơn này bao gồm Trường Quản lý và Ngôn ngữ, được thành lập năm 1868 (trở thành Trường Luật năm 1886), Trường Thủy lợi và Xây dựng (được gọi là Trường Kỹ thuật) năm 1866, Dar al-Ulum năm 1872, Trường Nông nghiệp năm 1867 và Trường Cổ vật 1869.
Nhà báo Syria Jurji Zaydan đã kêu gọi một "trường đại học Ai Cập" (madrasa kulliya misriyya) vào năm 1900 trong tạp chí hàng tháng Al-Hilal. Ông đã cung cấp hai mô hình cho viện giáo dục đại học này: Đại học Muhammadan Anglo-Oriental tại Aligarh, Ấn Độ, nơi cung cấp một nền giáo dục kiểu phương Tây bằng tiếng Anh, hoặc Đại học Tin lành Syria (nay là Đại học Hoa Kỳ Beirut) ở Beirut, điều hành bởi các nhà truyền giáo Mỹ. Trường học mới sẽ cung cấp một sự thay thế cho các nhiệm vụ của sinh viên đến châu Âu bắt đầu dưới thời Muhammad Ali. Tranh cãi xung quanh các ấn phẩm của Zaydan sau đó sẽ ngăn anh ta tham gia một bài giảng tại Đại học. Một số người Ai Cập nổi bật khác đã đóng một vai trò trong nền tảng của trường đại học. Một tập hợp các địa chủ lớn, quan lại, thành viên của hoàng gia, và các nhà báo, luật sư và giáo viên trường học bao gồm Mustafa Kamil, đệ tử của Muhammad Abduh như Qasim Amin và Saad Zaghlul, và cuối cùng là Khedive Abbas II và Hoàng tử Ahmad Fu'ad trở nên tham gia. Như Donald M. Reid viết, "Người theo phái Hoàng gia nhấn mạnh vai trò sáng lập của Fu'ad, Watanists chỉ ra lời kêu gọi của Mustafa Kamil cho một trường đại học, và Wafdists nhấn mạnh những đóng góp của Saad Zaghlul, Muhammad Abduh và Qasim Amin."
Những người Ai Cập giàu có bắt đầu độc lập cam kết tài trợ để thành lập một trường đại học từ đầu năm 1905. Sau sự kiện Dinshaway, Mustafa Kamil al-Ghamrawi, một người giàu có đáng chú ý từ Beni Suef, đã cam kết đóng góp 500 bảng Ai Cập cho một trường đại học vào tháng 9 năm 1906. Mustafa Kamil đã công bố một lời kêu gọi các quỹ bổ sung, trong khi Saad Zaghlul và Qasim Amin đã sắp xếp một cuộc họp có sự tham dự của Muhammad Farid và 23 người Ai Cập nổi bật khác. Các thành viên của cuộc họp đã thành lập một ủy ban với Zaghlul là phó chủ tịch và Amin làm thư ký, và tất cả trừ ba người cam kết ít nhất 100 bảng Ai Cập cho trường đại học. Tuy nhiên, những chia cắt nhanh chóng xuất hiện giữa những người theo đạo Watan, các môn đệ của Abduh và Hoàng gia, để lại dự án trong tay Hoàng gia. Vào thời điểm thành lập vào năm 1908, Hoàng tử Fuad I là hiệu trưởng và chỉ một trong những người đã gặp vào năm 1906 vẫn còn trong ủy ban.

## Những thách thức đối với việc thành lập
Người Anh, đặc biệt là Lord Cromer, đã liên tục phản đối việc thành lập một trường đại học như vậy. Chỉ một năm sau khi rời Ai Cập, dưới thời Ngài Eldon Gorst, Đại học Ai Cập cuối cùng đã được thành lập. Hệ thống giáo dục Ai Cập vẫn kém phát triển dưới sự cai trị của Anh. Hai thập kỷ sau khi chiếm đóng, giáo dục nhận được ít hơn 1 phần trăm ngân sách nhà nước. Cromer công khai tuyên bố rằng giáo dục công miễn phí không phải là một chính sách phù hợp cho một quốc gia như Ai Cập, mặc dù các quỹ được tìm thấy để tái tạo trường luật ở Cairo nên người Ai Cập không phải ra nước ngoài để lấy bằng pháp lý trong thời của Sir John Scott thời gian làm Cố vấn Tư pháp cho Khedive. Donald M. Reid suy đoán rằng điều này là do lo ngại rằng nền giáo dục theo phong cách châu Âu sẽ tạo ra sự bất ổn chính trị hoặc sự phản đối dữ dội đối với sự cai trị của Anh. Cromer cũng phản đối việc cung cấp viện trợ tài chính cho trường đại học sau khi ủy ban tư nhân bắt đầu theo đuổi vấn đề một cách độc lập với người Anh.
Trong những năm đầu, trường đại học này không có khuôn viên mà chỉ quảng cáo các bài giảng trên báo chí. Các bài giảng sẽ được tổ chức ở nhiều cung điện và hội trường khác nhau. Sau một buổi lễ khai trương vào năm 1908, nó vẫn không an toàn về tài chính trong một số năm, gần như sụp đổ trong Thế chiến I. Khi thành lập vào năm 1908, Đại học Ai Cập đã có một bộ phận phụ nữ nhưng nó đã bị đóng cửa vào năm 1912. Phụ nữ lần đầu tiên được nhận vào khoa nghệ thuật vào năm 1928.
Các vấn đề trong giai đoạn này cũng bao gồm việc thiếu giảng viên chuyên nghiệp để thực hiện tầm nhìn giáo dục của người sáng lập. Đơn giản là không có người Ai Cập có bằng tiến sĩ, khả năng giảng dạy bằng tiếng Ả Rập và làm quen với văn học phương Tây trong các lĩnh vực của họ để điền vào các vị trí giáo sư. Do đó, các nhà Đông phương học châu Âu giảng bài bằng tiếng Ả Rập cổ điển đã chiếm hết các vị trí giáo sư cho đến những năm 1930. Trường đại học cũng đã gửi sinh viên của mình theo các nhiệm vụ giáo dục để có được đào tạo cần thiết. Đầu tiên, trường đại học thuê giáo sư người Ý Carlo Nallino, David Santillana và Ignazio Guidi, do mối liên hệ của Vua Fuad I với Ý. Sau sự ra đi của người Ý sau cuộc xâm lược Libya, các nhà Đông phương học người Pháp Gaston Wiet và Louis Massignon đã chiếm các vị trí trong khoa. Người Đức và người Anh ít có đại diện.
Năm 1925, trường đại học được thành lập lại và mở rộng thành một tổ chức nhà nước dưới Fuad I. Trường đại học nghệ thuật tự do (kulliyat al-adab) năm 1908 được gia nhập với các trường luật và y học, và một khoa khoa học mới được thêm vào. Ahmed Lutfi al-Sayyid trở thành hiệu trưởng đầu tiên.

## Các khoa
- Khoa Kỹ thuật
- Khoa Dược

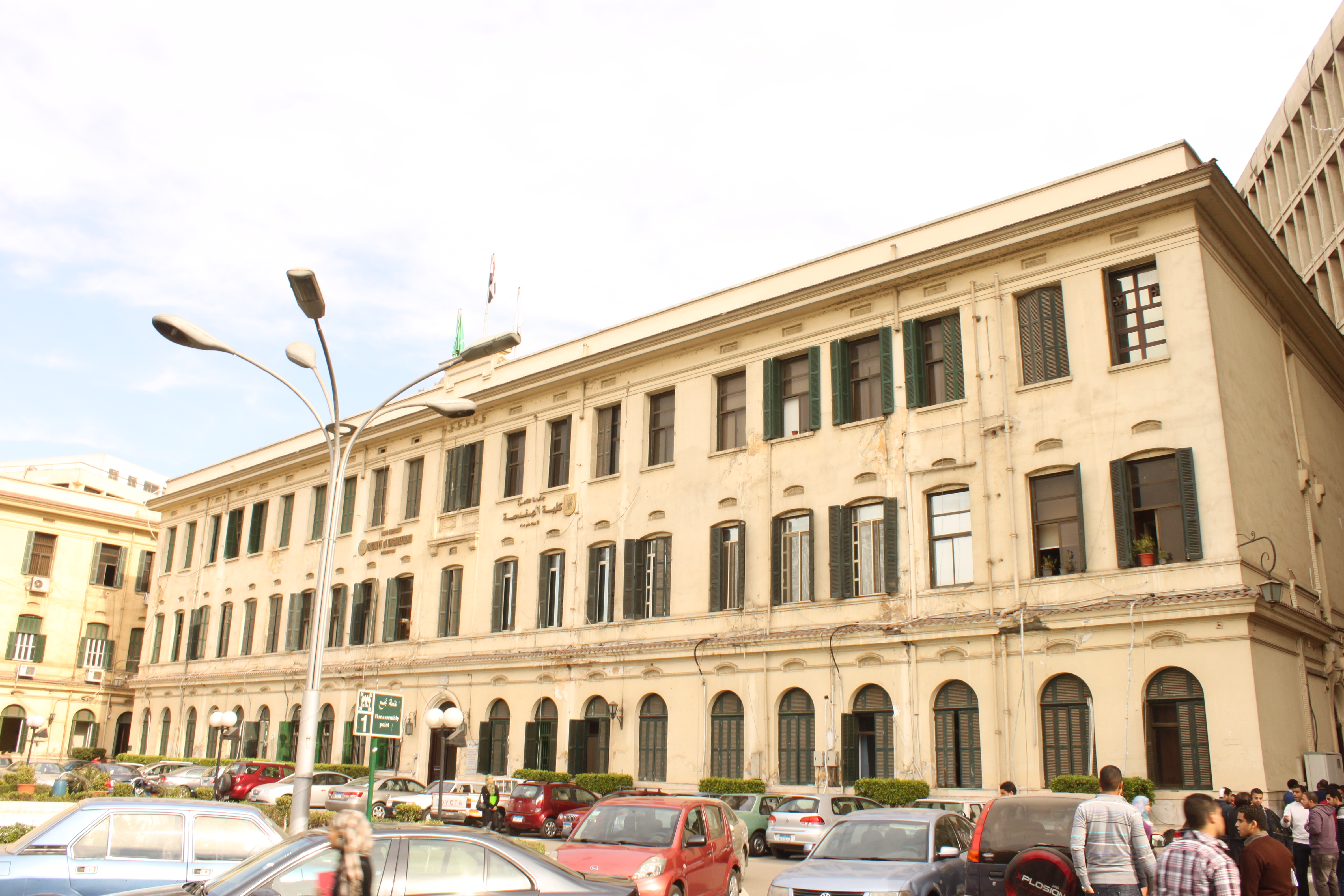
Khoa kỹ thuật Cairo

- Khoa máy tính và hệ thống thông tin
- Khoa Dược
- Khoa nông nghiệp
- Khoa khoa học
- Khoa Kinh tế và Khoa học Chính trị
- Khoa Truyền thông đại chúng
- Khoa khảo cổ học
- Khoa Nghệ thuật
- Khoa thương mại
- Khoa giáo dục chuyên ngành
- Khoa điều dưỡng
- Khoa luật
- Khoa Vật lý trị liệu
- Khoa Răng miệng
- Khoa Thú y
- Khoa Dar El-Ulum
- cơ sở vật chất mẫu giáo
- Khoa Quy hoạch vùng và đô thị [4]